# Sośno
Sośno è un comune rurale polacco del distretto di Sępólno, nel voivodato della Cuiavia-Pomerania.
Ricopre una superficie di 162,76 km² e nel 2004 contava 5105 abitanti.